# Annahmeschluss
Annahmeschluss (in einigen Zusammenhängen auch Cut-Off) bezeichnet grundsätzlich einen Termin, der die Annahme eines Gegenstandes, Dokuments, Auftrags oder ähnliche befristet.

## Bereiche mit Annahmeschluss
- Der Annahmeschluss bezeichnet in der Logistik den Zeitpunkt, zu dem eine Bestellung oder eine Ware bei einem Logistiker sein muss, um sie innerhalb eines definierten Zeitraumes ausliefern zu können.
- Ähnliches gilt beispielsweise in Fabriken vor den Betriebsferien. So geben viele Betriebe bei anstehenden Betriebsferien einen Annahmeschluss bekannt. Aufträge, die nach diesem Annahmeschluss eingehen, werden nicht mehr vor dem Beginn der Betriebsferien ausgeführt; eine Verzögerung um die Länge der Betriebsferien ist dementsprechend für den Auftraggeber mit einzurechnen.
- Im Bankwesen gibt es ebenfalls den Begriff des Annahmeschlusses, hier häufig als Cut-Off bezeichnet. Aufträge für die Bank, die nur für den aktuellen Tag gültig sind, müssen vor dem Annahmeschluss bei der Institution eingereicht werden. Andernfalls werden sie abgelehnt.
- In öffentlichen Annahmestellen für die Glücks- und Wettspiele Lotto und Toto existieren verbindliche Zeiten für den Annahmeschluss für Tippscheine.[1]
- Zeitungen und Zeitschriften geben ebenso wie die Stiftung für Hochschulzulassung den Annahmeschluss für Anzeigen bzw. Bewerber bekannt.[2]